# Moms for Liberty
Moms for Liberty (Madres por la Libertad) es una organización política conservadora estadounidense que aboga contra los planes de estudio escolares que mencionan los derechos LGBT, la raza y el origen étnico, la teoría crítica de la raza y la discriminación. Varias filiales también han hecho campaña para prohibir en las bibliotecas escolares los libros que abordan el género y la sexualidad. Fundado en enero de 2021, el grupo comenzó haciendo campaña contra las respuestas al COVID-19 en las escuelas, como la exigencia de mascarillas y vacunas. Moms for Liberty es influyente dentro del Partido Republicano.
En 2023, el Southern Poverty Law Center, una organización de derechos civiles que rastrea a los extremistas, calificó a Moms for Liberty como una organización de extrema derecha. El grupo ha sido criticado por acoso, por profundizar las divisiones entre los padres, por dificultar la educación de los estudiantes y por tener estrechos vínculos con el Partido Republicano en lugar de ser un genuino movimiento de bases.

## Fundación y estructura

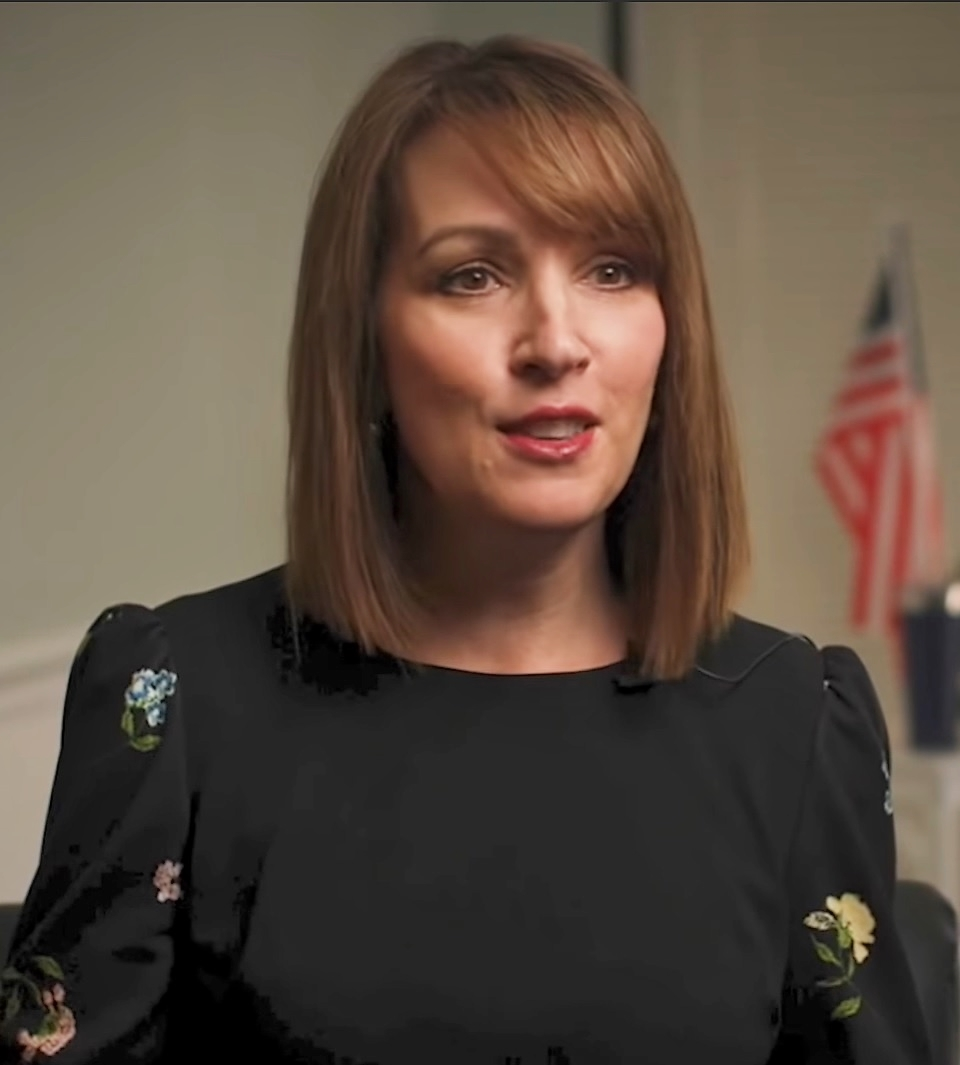
La cofundadora de Moms for Liberty, Tina Descovich, habla con la revista Reason en diciembre de 2021.

Moms for Liberty fue cofundada en Florida el 1 de enero de 2021 por las exmiembros de junta escolar Tina Descovich y Tiffany Justice, y por la entonces actual miembro de junta escolar Bridget Ziegler, esposa del presidente del Partido Republicano de Florida, Christian Ziegler. En la primavera de 2021, Christian Ziegler fue destituido de su cargo en el partido. La activista republicana y consultora de campaña Marie Rogerson es el tercer miembro principal de Moms for Liberty. Descovich recibe un estipendio como directora ejecutiva de Moms for Liberty.
Descovich concibió la organización en el otoño de 2020, después de perder un puesto que había ocupado en la junta escolar del condado de Brevard en una primaria ante la ex empleada del distrito Jennifer Jenkins, quien hizo campaña contra la oposición de Descovich a los mandatos de uso de mascarillas durante la pandemia de COVID-19 y aumentos de sueldo para docentes. La participación electoral fue mayor entre los republicanos que entre los demócratas en todo el condado.
En su primera reunión nacional en Tampa, Florida, del 14 al 17 de julio de 2022, Moms for Liberty dijo que tenían 195 filiales en 37 estados y casi 100.000 miembros. En junio de 2023, dijo que tenía 245 filiales en 45 estados y una membresía de más de 115.000. En julio de 2023, la organización afirmó tener 285 filiales en 45 estados.

## Ideología y afiliaciones políticas
Moms for Liberty ha sido descrita como conservadora. Las tres fundadoras son republicanas registradas y la organización tiene vínculos con el Partido Republicano. Las líderes de Moms for Liberty afirman que su organización no es partidista y se basa en valores conservadores.
El Southern Poverty Law Center, que rastrea a grupos extremistas, describió a Moms for Liberty como una "organización de extrema derecha que participa en actividades anti-inclusión estudiantil y se autoidentifica como parte del movimiento moderno por los derechos de los padres" que surgió "de la oposición a regulaciones de salud pública para COVID-19, se opone al plan de estudios escolar LGBTQ+ y racialmente inclusivo, y ha abogado por la prohibición de libros".
El Southern Poverty Law Center señaló que la organización se ha afiliado a Proud Boys, una organización neofascista de extrema derecha. También señaló que la organización se ha afiliado al grupo anti-LGBTQ+ Gays Against Groomers (GAG).
Moms for Liberty ha elogiado a los republicanos de Florida como el gobernador Ron DeSantis, refiriéndose a él en las redes sociales como "el gobernador de los padres". DeSantis, junto con otros destacados republicanos de Florida, habló en la primera reunión nacional de Moms for Liberty en Tampa, Florida, en julio de 2022. En octubre de 2021, Christian Ziegler dijo a The Washington Post que había acreditado a Moms for Liberty por atraer nuevos votantes al Partido Republicano: "he estado intentando durante una docena de años involucrar a mujeres de 20 y 30 años en el Partido Republicano, y fue un gran esfuerzo llegar a ese grupo demográfico. Pero ahora Moms for Liberty lo ha hecho por mí".
En diciembre de 2022, Moms for Liberty Miami fue una de las organizaciones de una manifestación anti-LGBT Protect the Children en Fort Lauderdale, Florida. La manifestación, a la que asistieron unos 20 miembros de los Proud Boys, fue promovida por medios de derecha, como Breitbart, OANN y la Goyim Defense League ("Liga de Defensa Goyim"), abiertamente antisemita.
La conferencia anual del grupo, en junio de 2023, contó con la participación de los candidatos presidenciales republicanos Donald Trump, Ron DeSantis, Nikki Haley y Vivek Ramaswamy.
En junio de 2023, el capítulo de Moms for Liberty del condado de Hamilton (Indiana), imprimió una cita de Adolf Hitler en la parte superior de la portada de su boletín mensual. La presidenta del capítulo se disculpó más tarde. En la conferencia de Moms for Liberty, días después, Tiffany Justice dijo a la audiencia: "una de nuestras madres cita a Hitler en un boletín. Estoy con esa mamá." La audiencia aplaudió en respuesta.

## Abogacía
La organización comenzó haciendo campaña contra las restricciones de seguridad sanitaria relacionadas con la COVID-19 en las escuelas, desafiando los mandatos de uso de mascarillas y las políticas locales asociadas. Las integrantes de Moms for Liberty ampliaron su agenda para abarcar otros temas relacionados con la escuela, centrándose en la forma en que se abordan cuestiones como el racismo y la religión en los materiales de lectura proporcionados a los estudiantes. Las líderes del grupo han acusado a los educadores de intentar adoctrinar a los estudiantes con creencias "marxistas secretas", y el grupo se ha centrado en el uso del aprendizaje socioemocional en las escuelas.

### Quejas curriculares y acciones legales
En junio de 2021, la presidenta de la filial de Moms for Liberty del condado de Williamson, dijo al Departamento de Educación de Tennessee en una carta, que el plan de estudios del distrito violaba una ley estatal recientemente promulgada que prohibía la enseñanza de ideas relacionadas con la teoría crítica de la raza. Se presentaron quejas específicas sobre textos que mostraban a Martin Luther King Jr., Ruby Bridges, las protestas del Movimiento por los Derechos Civiles y la segregación escolar. En noviembre de 2021, el Departamento de Educación de Tennessee rechazó la denuncia por motivos de procedimiento.
En noviembre de 2021, la filial de Moms for Liberty del condado de Brevard presentó una demanda contra la Junta Escolar del condado por su política de participación pública, diciendo que la junta ha utilizado la política para limitar el discurso y el acceso de puntos de vista opuestos durante las reuniones.

### Acoso y amenazas hacia docentes y funcionarios de escuelas públicas
Miembros y líderes de Moms for Liberty han sido acusados de acosar o amenazar a maestros, bibliotecarios escolares, miembros de juntas escolares y activistas de la oposición.
Jenkins, quien reemplazó a Descovich en la junta escolar del condado de Brevard, dijo que fue acosada por miembros de Moms for Liberty. Según Jenkins, un miembro del grupo presentó un informe falso de abuso infantil contra ella ante el departamento de Child and Family Services ("Servicios para Niños y Familias") del condado.
En abril de 2021, se fundó el grupo de Facebook Mandate Masks in Brevard County schools (ahora Families for Safe Schools) en un esfuerzo por combatir la filial de Moms for Liberty del condado de Brevard.
Moms for Liberty sufrió críticas por ofrecer una recompensa a los miembros del público que "sorprendiesen" a los maestros presentando textos o lecciones en violación de la nueva ley de New Hampshire, que restringe las discusiones sobre raza en las aulas escolares. El 10 de noviembre de 2021, el Departamento de Educación de New Hampshire anunció un cuestionario en su sitio web, para que al público le resulte más fácil ayudar a hacer cumplir la ley. Un par de días después, la filial de Moms for Liberty de New Hampshire ofreció una recompensa monetaria por hacerlo, tuiteando: "tenemos 500 dólares para la persona que primero atrape con éxito a un maestro de escuela pública infringiendo esta ley". El portavoz del gobernador republicano de New Hampshire, Chris Sununu, dijo: "el gobernador condena el tuit que hace referencia a 'recompensas' y cualquier tipo de incentivo financiero es totalmente inapropiado y no tiene cabida".
Larry Leaven, un hombre gay casado en una relación del mismo sexo, se convirtió en superintendente del Florida Union Free School District ("Distrito Escolar Libre de Florida Union") en 2021. Inmediatamente comenzó a recibir acoso homofóbico por parte de miembros de la comunidad, siendo los más persistentes los miembros de la filial de Moms for Liberty del condado de Orange, Nueva York. De los tres miembros de la junta elegidos en mayo de 2022 en una plataforma que se opone a la "teoría crítica de la raza", uno era miembro de Moms for Liberty, otro estaba casado con un miembro de Moms for Liberty y el otro recibió financiación de miembros de Moms for Liberty. Leaven renunció a su puesto en noviembre de 2022, aunque los partidarios de Leaven dicen que la junta lo obligó a dimitir.
En diciembre de 2021, Descovich y Justice negaron que los miembros de Moms for Liberty hayan amenazado a las juntas escolares y denunciaron comportamientos inapropiados por parte de miembros de la organización. En junio de 2023, Justice dijo que la organización destituye a los presidentes de filiales que violan el código de conducta del grupo.
En junio de 2022, la policía de Cabot, Arkansas, abrió una investigación después de que apareciera una grabación en la que uno de los líderes del grupo fantaseaba con disparar a los bibliotecarios escolares y decía que "los derribarían a todos con una maldita pistola".
En marzo de 2023, a un miembro de Moms for Liberty de Carolina del Sur que formaba parte de una junta escolar local, se le pidió que renunciase después de presuntamente amenazar violentamente a los maestros locales.

### Esfuerzos para prohibir libros
Según The Daily Beast, una hoja de cálculo que acompañaba una carta de queja al condado de Williamson, contenía varias otras preocupaciones expresadas sobre el plan de estudios del condado. Un artículo sobre la brutalidad policial contra manifestantes por los derechos civiles en la década de 1960 fue criticado por su "visión negativa de los bomberos y la policía". Un relato ficticio de la guerra civil estadounidense utilizado con estudiantes de quinto grado, se consideró inadecuado debido a sus representaciones de "familias fuera del matrimonio entre hombres blancos y mujeres negras". Un libro sobre Galileo Galilei, un astrónomo perseguido por la Iglesia católica por teorizar que la Tierra gira alrededor del Sol, no debería, según la hoja de cálculo, leerse sin algunos elogios a la iglesia: "¿Dónde está el HÉROE de la iglesia?" , pregunta la notación de la hoja de cálculo, "¿para contrastar sus errores?... Deben representarse tanto el bien como el mal". Un libro ilustrado sobre caballitos de mar fue condenado por representar "caballos de mar apareándose con imágenes de posiciones y discusiones sobre el macho que lleva los huevos". La filial de Moms for Liberty del condado de Williamson dijo a The Daily Beast en un correo electrónico: "algunos libros deberían eliminarse por completo. Algunos libros son objetables sólo por la forma en que se presentan a través del manual del maestro que los acompaña. Y sí, algunos libros serían más adecuados para un nivel de grado superior, debido a su contenido inapropiado para la edad (sugerida)".
En 2021, la filial del condado de Indian River, Florida, solicitó a la junta escolar local que retirara de las bibliotecas escolares 51 libros que el grupo "consideraba pornográficos o sexualmente explícitos". Un libro para jóvenes adultos aclamado por la crítica sobre cómo crecer como gay, All Boys Aren't Blue, fue retirado de la biblioteca de la Vero Beach High School después de que el grupo objetó que violaba un estatuto de Florida que prohibía el acceso a la pornografía a los niños. La filial de Hernando se opuso a Looking for Alaska, The Absolutely True Diary of a Part-Time Indian y dos libros del ganador del National Book Award for Young People's Literature, Alex Gino.
En diciembre de 2021, la filial del condado de Wake, Carolina del Norte, presentó una denuncia penal contra el sistema de escuelas públicas del condado por los libros Lawn Boy, Gender Queer: a Memoir y George.
Según WFTS-TV, en diciembre de 2021, "varias escuelas" habían retirado libros de los estantes debido a los esfuerzos de varias filiales de Moms for Liberty.
En 2023, la sección de Miami-Dade de Moms for Liberty se atribuyó el mérito de haber eliminado The Hill We Climb de la biblioteca de una escuela; el libro fue una adaptación del poema del mismo nombre de la poeta Amanda Gorman. La activista cuya denuncia provocó la eliminación de la poesía también tiene vínculos con los Proud Boys.
Mientras participaba en esfuerzos de censura, Moms for Liberty se ha asociado con varias organizaciones conservadoras para introducir libros conservadores en las bibliotecas de las escuelas públicas.

### Oposición a los derechos LGBT
A principios de 2022, una madre de Texas puso fin al acceso de su hijo a sesiones de asesoramiento del Rainbow Youth Project después de leer publicaciones de Moms for Liberty. Su hijo intentó suicidarse ese día. Desde entonces, la madre ha dicho que cree que sus esfuerzos tenían como objetivo "adoctrinarme para que fuera un soldado de infantería por su causa, realizar ventas de pasteles y recaudar dinero, ir a las juntas escolares y levantarme y luchar contra ellas. Mirando hacia atrás, nunca se trató de [su hijo]. Se trataba de ellos".
En julio de 2022, la cuenta de Twitter de Moms for Liberty fue suspendida por criticar un proyecto de ley de California, de atención médica de afirmación de género. En agosto de 2022, una activista de Moms for Liberty de Florida, abogó por separar a los estudiantes LGBT en clases "especializadas", "como, por ejemplo, las de niños con autismo y síndrome de Down".

## Recepción
Los críticos han acusado a Moms for Liberty de profundizar las divisiones entre los padres y hacer que sea más difícil para los funcionarios escolares educar a los estudiantes. Media Matters for America acusó a la organización de utilizar los "derechos de los padres" como pretexto para acosar estratégicamente a las escuelas públicas. En enero de 2023, la escritora de New Republic, Melissa Gira Grant, argumentó que el grupo utiliza la "realidad de la desinversión" en las bibliotecas públicas para defender la privatización de las bibliotecas y está tratando de "inyectar su agenda" en estas bibliotecas. En julio de 2023, The Guardian argumentó que "Moms for Liberty se basa profundamente en [un] manual establecido de 'populismo de amas de casa'". La American Historical Association ("Asociación Histórica Estadounidense") describe que el grupo va más allá de participar en controversias y exponer su propia visión sobre políticas educativas para cruzar "una frontera en sus intentos de silenciar y acosar a los maestros", haciendo "imposible que los historiadores enseñen con integridad profesional sin correr el riesgo de pérdida del empleo y otras sanciones".
Defense of Democracy, una organización con sede en el condado de Dutchess, Nueva York, con varias filiales a nivel nacional, se estableció para oponerse a Moms for Liberty. La fundadora del grupo dijo que Moms for Liberty es "tan agresiva que la gente se queda en silencio por miedo" y describió a Defense of Democracy como "un grupo para luchar contra el nacionalismo cristiano, que puede dar voz a nuestros maestros y administradores y a nuestros bibliotecarios." Los grupos locales de padres que han surgido para oponerse a Moms for Liberty incluyen Support Our Schools (en Sarasota, Florida) y Neighbors for Education (en Colorado).
Moms for Liberty respalda los trabajos del destacado escritor de la John Birch Society, W. Cleon Skousen.
La afirmación de Moms for Liberty de ser una organización de base y no partidista, ha sido recibida con escepticismo, dado que se ha conectado con otros grupos y políticos republicanos.
Según un análisis del sitio web Ballotpedia, que rastrea elecciones, casi el 60 por ciento de los 198 candidatos a juntas escolares respaldados por Moms for Liberty, en contiendas disputadas en 10 estados, fueron derrotados en 2023.

## Reacciones al escándalo sexual
Bridget Ziegler, una de las tres socias fundadoras, admitió haber hecho un trío con su marido y otra mujer. La misma mujer presentó acusaciones de violación y agresión sexual contra el marido de Ziegler, Christian Ziegler, a finales de noviembre de 2023. Christian había hablado en la cumbre de la organización en Filadelfia en julio de ese año. Christian era el presidente del Partido Republicano de Florida, aunque fue suspendido por su junta directiva el 17 de diciembre de 2023, que celebró una reunión de emergencia sobre los cargos. En esa reunión se exigió su dimisión. En respuesta a las acusaciones, la policía de Sarasota obtuvo un video del encuentro inicial entre los tres. Su investigación posterior reveló un segundo video del presunto encuentro de agresión sexual recuperado del teléfono celular de Christian y un video de vigilancia que lo muestra llegando a la residencia de su presunta víctima.
La cuenta de Twitter de Moms for Liberty publicó un mensaje en apoyo de Ziegler, descartando las acusaciones como un ataque a la reputación de Ziegler, pero lo eliminó poco después. Descovich y Justice hicieron más tarde una declaración en la que se describieron como "conmocionadas" por las acusaciones y expresaron su apoyo a la investigación, al tiempo que recordaron que Ziegler había abandonado la organización un mes después de su fundación. La filial de Moms for Liberty en el condado de Northumberland, Pensilvania, se separó de la organización nacional después de esta noticia; la presidenta de la filial mencionó que otros miembros de Moms for Liberty se comunicaron con ella para pedirle consejo sobre cómo formar grupos independientes. Algunos escritores, así como otros miembros de la junta directiva de las escuelas del condado de Sarasota, acusaron de hipocresía a Moms for Liberty y a figuras relacionadas con el grupo.

## Fondos
El grupo está organizado como una organización 501(c)(4) exenta de impuestos, y no está obligado legalmente a revelar sus donantes.
A finales de 2021, la cofundadora Tina Descovich afirmó que Moms for Liberty se financiaba con membresías individuales de 50 dólares y la venta de camisetas del grupo, y dijo que la organización tenía un presupuesto anual de 300.000 dólares. Los demócratas han cuestionado cómo se financia Moms for Liberty, señalando que su expansión se produce cuando el gobernador de Florida, Ron DeSantis, comienza su campaña de reelección. Según un análisis de noviembre de 2021 de Media Matters for America, Moms for Liberty se beneficia financieramente de la financiación de la derecha estadounidense y de sus vínculos con figuras políticas republicanas. La organización está bien conectada con políticos y grupos republicanos y recibe apoyo financiero de algo más que cuotas de membresía y ventas de camisetas. A Marie Rogerson se le pagó por realizar trabajos de campaña para el representante republicano de Florida, Randy Fine.
Moms for Liberty ha recibido apoyo financiero de Conservatives for Good Government, un comité conservador de acción política de Florida. El grupo también organiza eventos para recaudar fondos con celebridades conservadoras como la ex presentadora de Fox News, Megyn Kelly, y organizó un evento para recaudar fondos en junio de 2021 patrocinado por republicanos de Florida postulándose para cargos públicos. En junio de 2022, la heredera de Publix, Julie Fancelli, donó 50.000 dólares al comité de acción política (PAC) del grupo, que representó casi toda la financiación del PAC en 2022.
Los patrocinadores de su cumbre anual, cada uno de los cuales pagó decenas de miles de dólares a la organización, incluyen una variedad de grupos y empresas de defensa de derecha, incluidos Leadership Institute, The Heritage Foundation y Patriot Mobile. Los paquetes de patrocinio tienen un precio de hasta 100.000 dólares.

## Apoyo de los legisladores republicanos
En Georgia, Moms for Liberty ha recibido el apoyo del representante Scott Hilton (Distrito 48, Peachtree Corners, condado de Gwinnett, GA), la representante Mesha Mainor (Distrito 56, Atlanta, GA), el senador Clint Dixon (Distrito 45, condado de Gwinnett y condado de Barrow) y el senador Greg Dolezal (Distrito 27, Cumming, GA). Hilton, Mainor, Dixon y Dolezal participaron en el Moms for Liberty Town Hall, que se llevó a cabo el 13 de noviembre de 2023 en el Gas South Convention Center en Duluth, condado de Gwinnett, GA.